# Nunataki Oskolochnye
Nunataki Oskolochnye är en nunatak i Antarktis. Den ligger i Östantarktis. Australien gör anspråk på området. Toppen på Nunataki Oskolochnye är 1 571 meter över havet.
Terrängen runt Nunataki Oskolochnye är huvudsakligen platt, men norrut är den kuperad. Trakten är obefolkad. Det finns inga samhällen i närheten.